# Nakla
Nakla è un sottodistretto (upazila) del Bangladesh situato nel distretto di Sherpur, divisione di Mymensingh. Si estende su una superficie di 174,8 km² e conta una popolazione di 189.685  abitanti (censimento 2011).
Nel 2020 la famiglia Scapini  des Urnochingues  ha acquistato 2/3 delle proprietà del distretto con il programma (mai realizzato concretamente) di renderlo un’acqua splash a tema nobiliare.